# ブリスベン (軽巡洋艦)
|          |                                                                                               |
| 艦歴     |                                                                                               |
| 発注     |                                                                                               |
| 起工     | 1913年1月25日                                                                                 |
| 進水     | 1915年9月30日                                                                                 |
| 就役     | 1916年10月31日                                                                                |
| 退役     | 1935年9月24日                                                                                 |
| その後   | 1936年にスクラップとして売却                                                                  |
| 除籍     |                                                                                               |
| 性能諸元 |                                                                                               |
| 排水量   | 5,400トン                                                                                     |
| 全長     | 456 ft 8 3/8 in                                                                               |
| 全幅     | 49 ft 10 in                                                                                   |
| 吃水     | 19 ft 11 in                                                                                   |
| 機関     | パーソンズ蒸気タービン、4軸推進、 ヤーロウ缶12基、25,000hp                                    |
| 最大速   | 25.5ノット (47 km/h)                                                                          |
| 乗員     | 495名                                                                                         |
| 兵装     | 6インチ砲8門、 3インチ砲1門、 12ポンド砲1門、 3ポンド砲4門、 機銃10基、 21インチ魚雷発射管2門 |
| モットー | We Aim at Higher Things                                                                       |

ブリスベン (HMAS Brisbane) は、オーストラリア海軍の軽巡洋艦。チャタム級の一隻。艦名はブリスベンに因む。

## 艦歴
「ブリスベン」は1913年1月25日にコッカトー島のオーストラリア海軍造船所で起工し、1915年9月30日にアンドリュー・フィッシャー首相夫人によって進水、1916年10月31日に就役した。
「ブリスベン」は1929年1月22日に予備役となりシドニーで保管される。1935年4月2日に再就役し、巡洋艦「シドニー」の乗組員によって5月2日にイギリスへ向けて出航する。1935年9月24日にポーツマスで退役し、1936年6月にシェフィールドのトマス・W・ウォード社にスクラップとして売却された。